# Rebecca Gibney

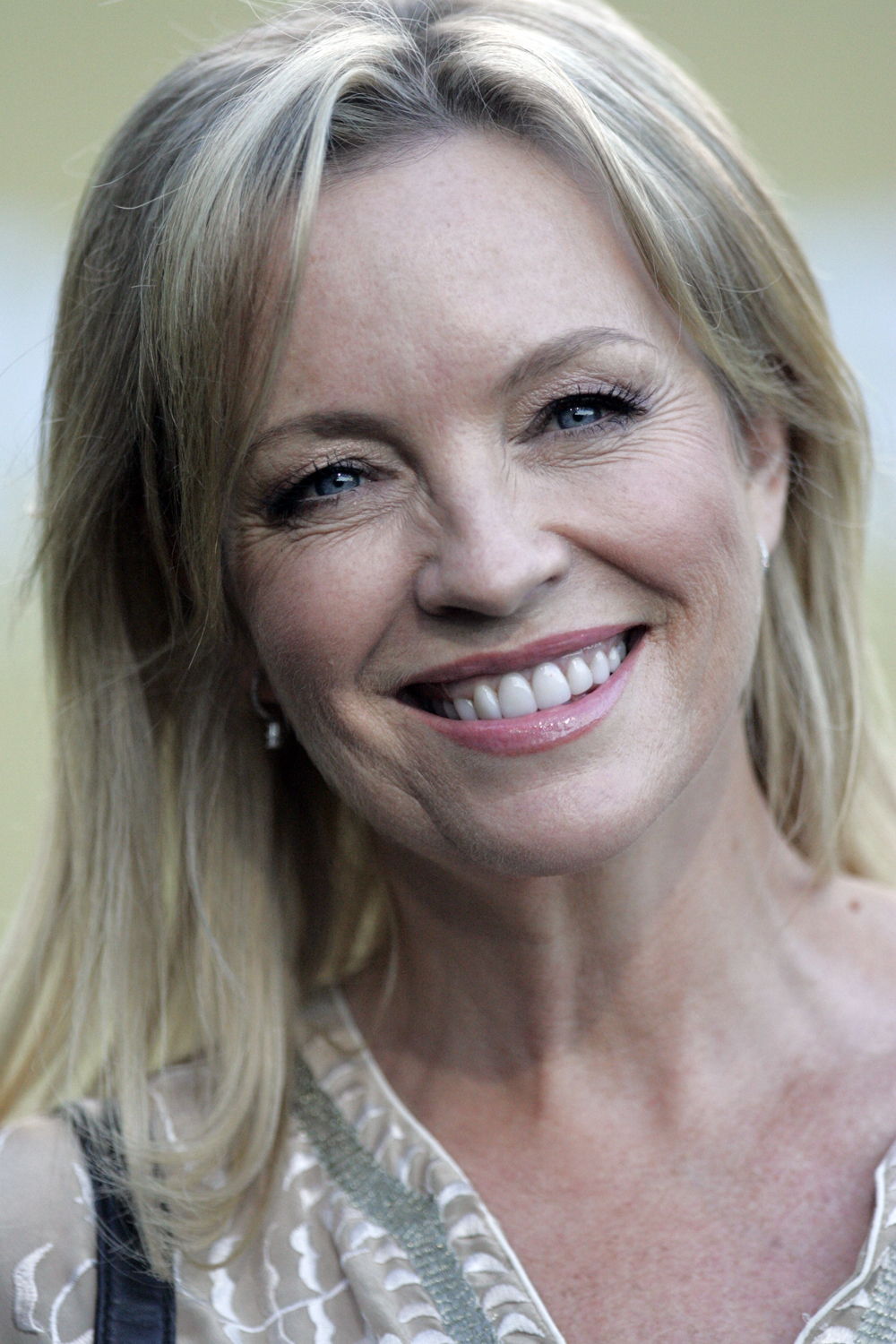
Rebecca Gibney (2013)

Rebecca Catherine Gibney (* 14. Dezember 1964 in Levin, Neuseeland) ist eine neuseeländische Schauspielerin.

## Lebenslauf
Rebecca Gibney ist das jüngste von sechs Kindern des Gärtners Austin Gibney und seiner Frau Shirley. Die Familie zog kurz nach Rebeccas Geburt nach Wellington.
Eigentlich wollte die begeisterte Sportlerin, die einmal drittbeste Trampolinturnerin ihres Landes war, Krankenschwester werden, arbeitete nach der Schule aber zunächst als Fotomodell. 1984 siedelte sie nach Australien über, wo sie begann, Sprechunterricht zu nehmen, um ihren harten Akzent zu überwinden. Dies zahlte sich sehr schnell aus, als sie nach einigen kleineren Nebenrollen 1985 ihre erste größere Fernsehrolle in der Kinderserie Zoo Family erhielt.
Noch im selben Jahr hatte Gibney ihren Durchbruch in Die fliegenden Ärzte, einer so beliebten wie erfolgreichen australischen Fernsehserie um den Royal Flying Doctor Service of Australia. Um die Rolle der Automechanikerin Emma Plimpton zu bekommen, erschien sie – adäquat zum Charakter der Rolle – in legerer Kleidung und ohne Schminke zum Casting, wie sie später auch im Fernsehen zu sehen war.
Nach fünf Staffeln stieg sie aus der Serie aus und spielte anschließend von 1991 bis 1993 in der in Australien nicht minder erfolgreichen Sitcom Rock ’n’ Roll Daddy die weibliche Hauptrolle. Anfang der 1990er Jahre erschuf man für sie die Rolle der Jane Halifax, einer Gerichtspsychologin, die sie von 1994 bis 2002 in 21 Folgen verkörperte. Die Serie Halifax wurde in mehr als 60 Länder verkauft.
Ihre Popularität nutzt die praktizierende Christin zur Unterstützung karitativer Projekte. Wiederholt drehte sie für World Vision Reportagen in mehreren Ländern Afrikas und in Bangladesch und wurde Patin zweier Waisenkinder. Seit Mitte der 1990er Jahre unterstützt Gibney außerdem eine Initiative zur Aufklärung über psychische Erkrankungen. Selbst unter Sozialer Phobie leidend, war sie zuvor wiederholt durch Panikattacken während Dreharbeiten und PR-Terminen aufgefallen.
Gibney war von 1992 bis 1995 mit dem Leadsänger und Gitarristen der australischen Rockgruppe Southern Sons, Jack Jones, verheiratet. 2001 heiratete sie den Produktionsdesigner Richard Bell. Das Paar hat einen Sohn.
2024 wurde sie in die Logie Hall of Fame aufgenommen.

## Filmografie (Auswahl)
- 1985: Zoo Family (Fernsehserie)

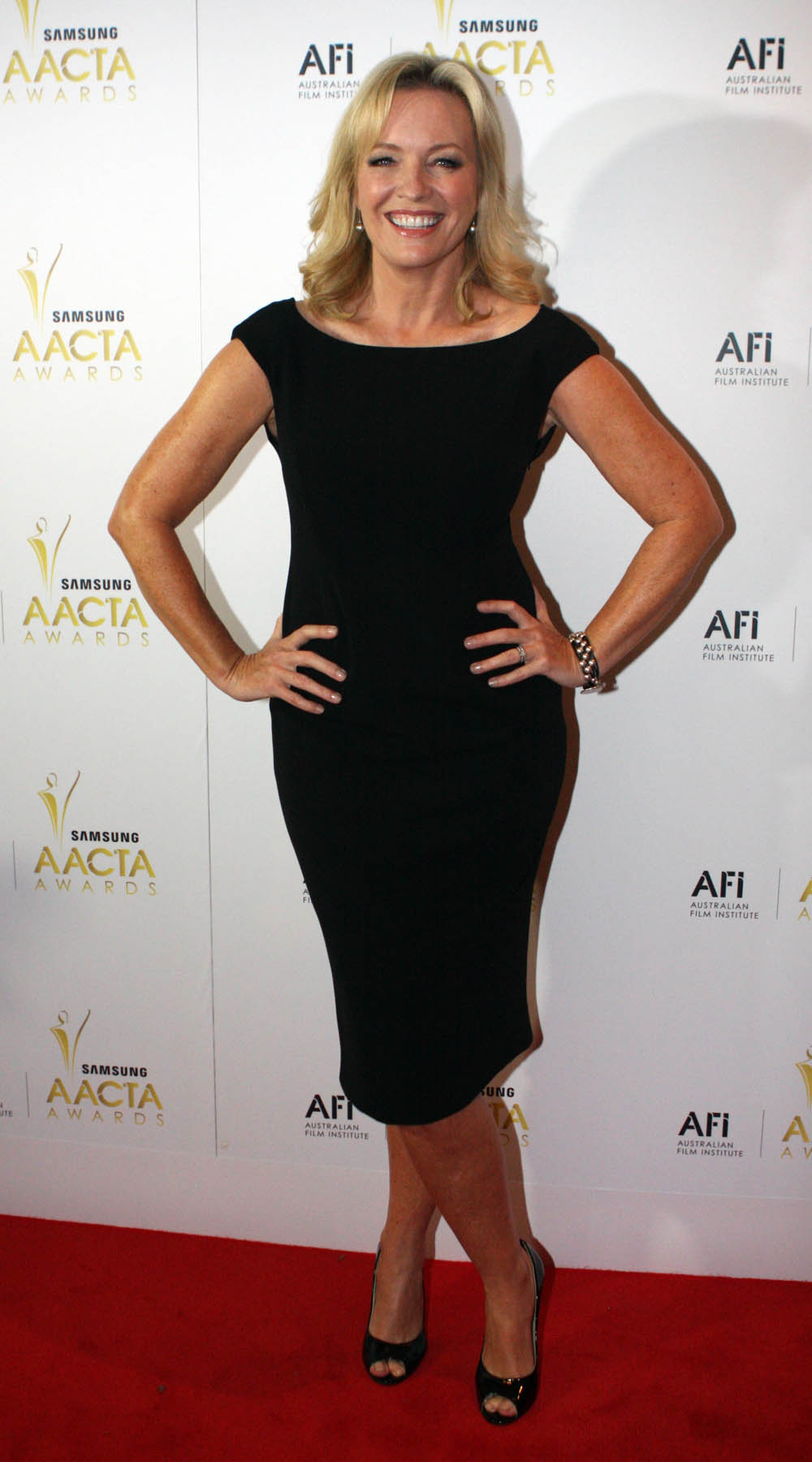
Rebecca Gibney bei den AACTA Awards 2012

- 1986–1991: Die fliegenden Ärzte (The Flying Doctors, Fernsehserie)
- 1990: Come In Spinner (Miniserie)
- 1990–1992: Rock ’n’ Roll Daddy (All Together Now, Fernsehserie)
- 1994–2002: Halifax (Halifax f.p., Fernsehserie)
- 1997: Kangaroo Place (Fernsehfilm)
- 1997: Hier kommt Joey (Joey, Fernsehfilm)
- 1998: Haus der Schatten (13 Gantry Row)
- 1998: Das Zugunglück (The Day Of The Roses, Fernsehfilm)
- 2000: Ihaka: Blunt Instrument (Fernsehfilm)
- 2008–2013: Die Chaosfamilie (Packed to the Rafters, Fernsehserie)
- 2009: I Am You – Mörderische Sehnsucht (In Her Skin)
- 2012: Mental (Fernsehfilm)
- 2014: The Killing Field
- 2015: The Dressmaker
- 2015: Winter (Fernsehserie)
- 2016–2018: Wanted (Fernsehserie)
- 2020: Lowdown Dirty Criminals
- 2020: Halifax: Retribution (Fernsehserie)
- 2021: Back to the Rafters (Fernsehserie)
- 2021–2024: Under the Vines (Fernsehserie)
- 2023: Brokenwood – Mord in Neuseeland  (The Brokenwood Mysteries, Fernsehserie)
- 2024: Prosper (Fernsehserie)
- 2024: A Remarkable Place to Die (Fernsehserie)

## Ehrungen
- 1990: AFI Award (Beste Schauspielerin in einer Fernsehserie)
- 1991: Silver Logie (Beste Fernsehschauspielerin)